# Southgate (metrostation)

Southgate is een station van de metro van Londen aan de Piccadilly Line. Het station is geopend op 13 maart 1933 en is Grade II* listed.

## Geschiedenis
In 1929 was besloten tot de verlenging van de Piccadilly Line aan beide kanten. De verlenging aan de westkant maakte gebruik van stations die al gebouwd waren voor de District Line. Aan de oostkant zou de lijn ten noorden van Finsbury Park met zeven stations worden verlengd, in november 1929 werd Cockfosters als achtste aan het project toegevoegd.
De bouw van de verlenging begon voor de nationalisatie in juli 1933 onder leiding van de Underground Electric Railways Company of London. Deze stelde Chase Side en Southgate Central voor als namen voor het station. Toen het tweede deel van de verlenging, met de stations Southgate en Enfield West, op 13 maart 1933 werd geopend werd het kortweg Southgate. Ter gelegenheid van de opening kregen buurtbewoners een gratis retourtje naar Piccadilly Circus.
- Op 19 juni 2018, rond 19:00 uur vond er een explosie plaats bij de ingang van het station, waarbij vijf mensen gewond raakten.
- Op 16 juli 2018 werd het station voor twee dagen omgedoopt in "Gareth Southgate" als waardering van de pogingen van de Engelse bondscoach Gareth Southgate in het leiden van het team naar de vierde plek in het wereldkampioenschap voetbal 2018.[3]Er volgde echter al snel een controverse nadat een video op sociale media was geplaatst van een vrouw die het bord lachend afscheurde. TfL verklaarde daarop dat de vrouw geen personeelslid was van TfL en ook niet bevoegd was om het te verwijderen.

## Ontwerp
Het station is gebouwd in Art deco/Streamline Design met baksteen, gewapend beton en glas en is een van de bekendste van de vele stations die Charles Holden ontwierp voor de metro van Londen. Het stationsgebouw is rond met een plat overhangend betonnen dak. Van buiten lijkt het verhoogde middendeel van het dak alleen te rusten op de ramen rondom, wat qua gewicht niet kan. Het dak wordt dan ook gedragen door een zuil in het midden van de stationshal die boven het dak overgaat in een grote verlichte Teslaspoel. Deze is ontworpen om eruit te zien alsof die afkomstig is uit het laboratorium van Frankenstein.
De perrons liggen aan weerszijden van een verdeelhal op 11 meter onder Crown Lane ten zuidwesten van het stationsgebouw. De stationshal en verdeelhal zijn onderling verbonden met een roltrapgroep met een vaste trap geflankeerd door twee roltrappen. Net als bij andere roltrapgroepen uit de jaren dertig van de 20e eeuw is gebruik gemaakt van indirecte verlichting van de roltrapschacht.

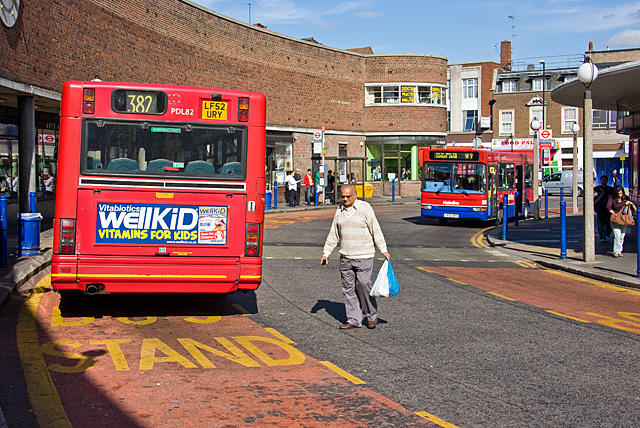
Station Parade
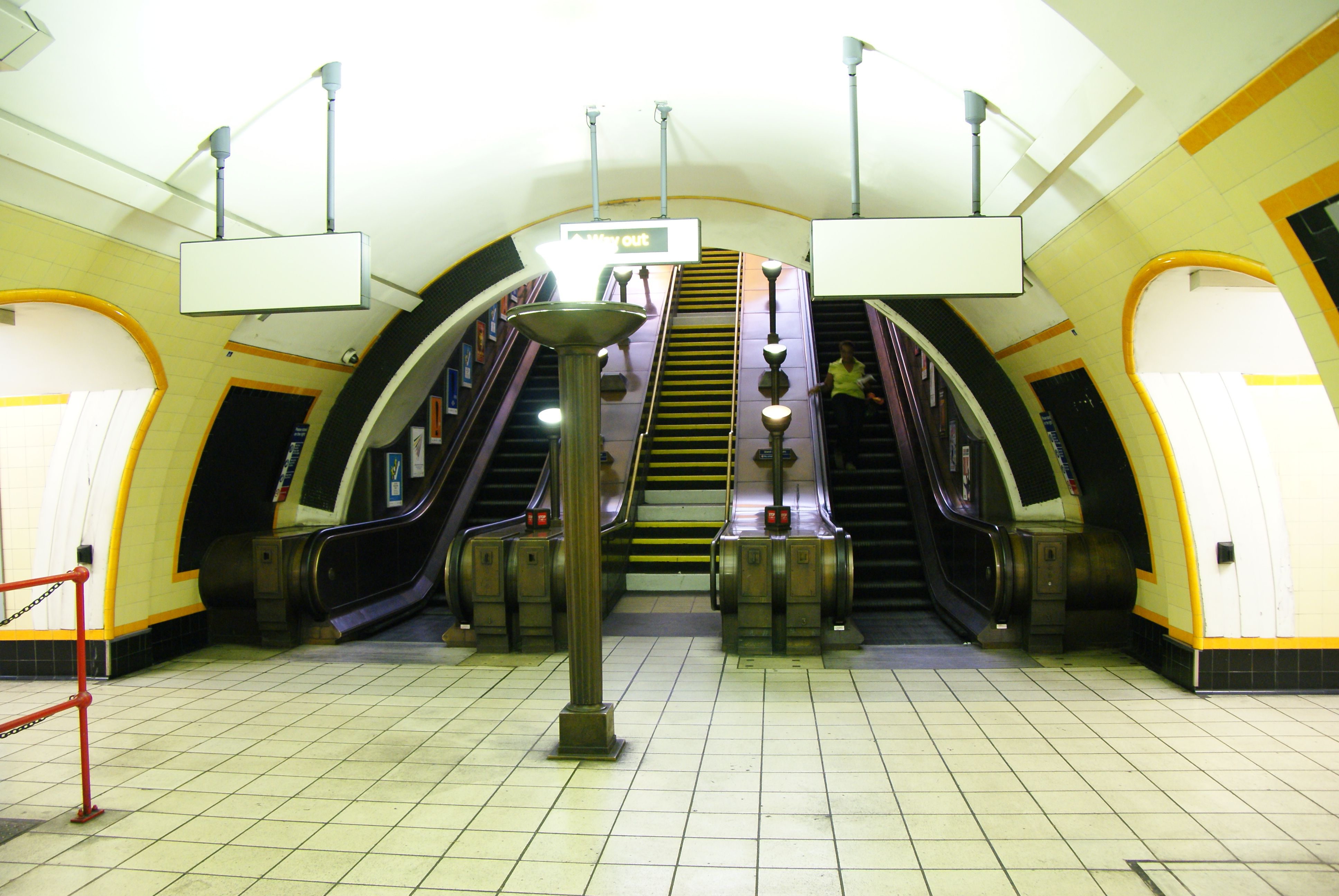
De verdeelhal en roltrapgroep tussen de perrons .
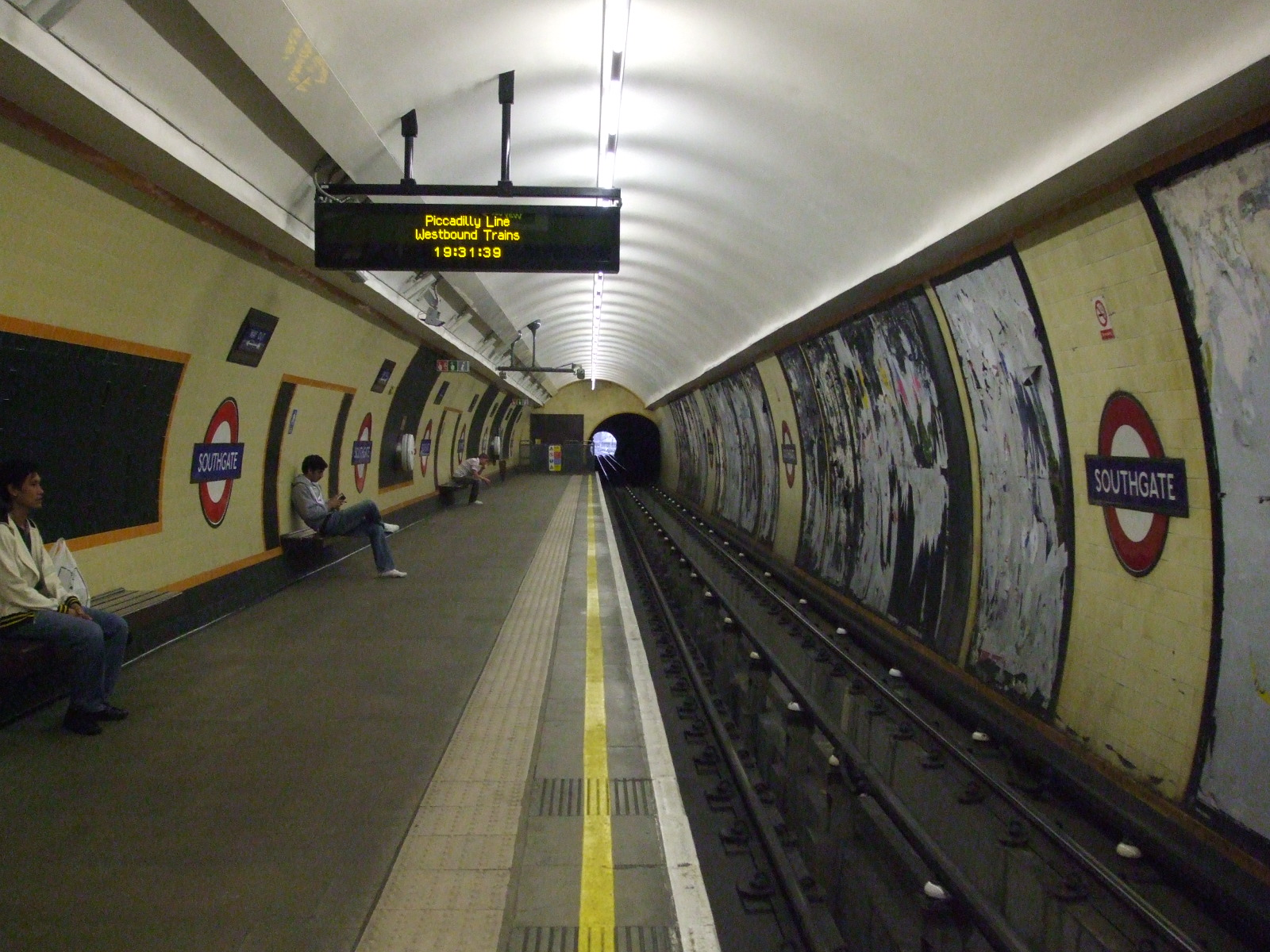
Licht aan het eind van de tunnel aan de noordkant.

Net als Arnos Grove, Oakwood en Cockfosters is Southgate in 1971 op de monumentenlijst geplaatst en in 2009 opgewaardeerd. Het station heeft veel van de oorspronkelijke inrichting, met name de roltrappen, behouden en is daarom in trek voor het filmen van scènes voor historische drama's. De twee roltrappen hebben de oorspronkelijke indirecte verlichting, terwijl bronzen panelen overal in het station zichtbaar zijn. Het station is echter niet onveranderd: eind jaren negentig werd een van de drie ingangen gesloten om te worden gebruikt als een nieuw loket, en door de plaatsing van OV-poortjes is een van de twee overgebleven toegangen alleen nog als uitgang ingebruik.
De originele roltrappen werden eind jaren tachtig vervangen door het toenmalige standaard London Transport-ontwerp. De balustrade van de roltrappen is echter vervaardigd uit brons in plaats van aluminium om het uiterlijk van het station uit de jaren dertig te behouden en te voldoen aan de eisen van English Heritage.
In 2008 werd het station grondig gerenoveerd, met nieuwe tegels op perronniveau, een gedeeltelijke nieuwe vloer in de grote stationshal en overal een verbeterde bewegwijzering.Het station won de “London Regional Category Award” van de National Railway Heritage Awards 2008 voor de modernisering van een monumentaal station.

## Ligging
Het station is ontwikkeld als een OV-knooppunt van bus en metro en het hoofdgebouw bevindt zich op een “eiland” met Southgate Circus aan de oostkant en Station Parade aan de westkant. Station Parade dient als busstation dat aan de westkant wordt begrensd door een winkelgalerij in dezelfde stijl als het station. Het station ligt op een heuvel met ondergrondse perrons terwijl de sporen zowel ten noorden als ten zuiden van de heuvel bovengronds liggen. De tunnelportalen zijn zichtbaar vanaf de perrons als je naar het noorden kijkt, een unieke situatie voor een dubbelgewelfdstation van de Londense metro. Zoals gebruikelijk op de Piccadilly-lijn, worden de perrons aangeduid als westelijke richting en oostelijke richting. De tunnels lopen echter min of meer van noordoost naar zuidwest bij Southgate, dus oostwaarts is noordoostwaarts en westwaarts is zuidoostwaarts.
In de vroege jaren 1980 werd zoötroopreclame getest in de tunnels ten zuiden van het station. De foto's waren van een kind op een strand dat zich naar de camera draaide.
Southgate is het noordelijkste ondergrondse station van het Londense metronetwerk.

## Fotoarchief
- Photographic Archive. London Transport Museum. Gearchiveerd op 18 maart 2008. 
  - Bouwplaats in 1930
  - Uitgraving en tunnelmonden in aanbouw, 1932
  - Station in aanbouw, maart 1933
  - Het station aan Southgate Circus in november 1933
  - De roltrappen met originele verlichting uit de jaren 30
- Charles Holden. CharlesHolden.com (1933). Gearchiveerd op 19 november 2003. 
  - Exterieur. CharlesHolden.com (1933). Gearchiveerd op 11 december 2003. 
  - Interieur. CharlesHolden.com (1933). Gearchiveerd op 4 juli 2004. 
  - Southgate bij nacht. CharlesHolden.com (1933). Gearchiveerd op 3 juli 2004.